# Kinga Polit
Kinga Polit (ur. 1970 w Krakowie) – polska malarka.

## Życiorys
Urodziła się w 1970 w Krakowie. W 1996 ukończyła studia na Wydziale Malarstwa krakowskiej Akademii Sztuk Pięknych. W ostatnim roku studiów otrzymała stypendium Ministra Kultury i Sztuki. Dyplomowała się w 1996 w pracowni prof. Włodzimierza Kunza.
Jest absolwentką Dwusemestralnego Studium Arteterapii w Polskim Instytucie Ericksonowskim. W 2010 na podstawie pracy „Hiob. Pytanie o nadzieję” uzyskała stopień doktora na Wydziale Malarstwa krakowskiej Akademii Sztuk Pięknych. Promotorem jej pracy był prof. Zbigniew Bajek.
Wraz z Katarzyną Bruzdą, artystką graficzką, tworzy duet artystyczny Pracownia Po Kryjomu. Współtworzy wraz z pięciorgiem krakowskich twórców grupę artystyczną Atraktor. Od 2013 zatrudniona w Wyższej Szkole Technologii Informatycznych w Katowicach, na kierunku Grafika, gdzie prowadzi zajęcia z malarstwa, rysunku i kompozycji.
Interesuje się odkrywaniem powiązania psychologii ze sztuką.

## Wystawy

### Wystawy indywidualne
1995 – ACK UJ „Rotunda”, Kraków

1996 – Pokaz dyplomu, galeria „Artemis”, Kraków

1996 – Drei jungen Malerinnen aus Krakau, Koningswinter, Niemcy

1996 – „Obraz - Przekaz - Symbol”, Instytut Francuski, Kraków

1997 – Galeria Miejska, Tarnów

1998 – „Linie napięć”, galeria ZAR-u, Kraków

2000 – „Mistyka Pustyni”, Muzeum Miejskie, Żory

2001 – „Pustynia - Cienie - Światło”, galeria „Krypta u Pijarów”, Kraków

2006 – „Metamorfoza”, Nowy Świat Cafe, Kraków

2010 – „Hiob. Pytanie o nadzieję”, galeria Albert, KIK, Kraków

2011 – „Hiob”, Centrum Sztuki Współczesnej Solvay, Kraków

2013 – „Medytacje”, Galeria Katolickiego Centrum Kultury „Krypta u Pijarów”, Kraków

### Wystawy zbiorowe
1992 – Poplenerowa wystawa prac studentów prof. Włodzimierza Kunza, galeria „Na Pięterku”, Kraków

1994 i 1995 „Pejzaż w malarstwie współczesnym”, Pałac Sztuki, Kraków

1996 – „Mały obraz”, galeria ZPAP Sukiennice, Kraków

1997 – „Jesienny Salon'97”, Pałac Sztuki, Kraków

1997 – „Promocje '96”, VII Ogólnopolski Przegląd Malarstwa Młodych, PGSZ, Legnica

1998 – „Nowi członkowie ZPAP”, galeria „Pryzmat”, Kraków

2009 – „Profesor, doktorzy, doktoranci”, Regionalne Towarzystwo Zachęty Sztuk Pięknych, Częstochowa

2011 – „Hiob. Medytacje”, 2010 - udział obrazu w 9. Warszawskich Targach Sztuki, stoisko Mody na Sztukę